# Ceriantheopsis nikitai
Espèce
Ceriantheopsis nikitai est une espèce de cnidaires de la famille des Cerianthidae.

## Systématique
Le nom valide complet (avec auteur) de ce taxon est Ceriantheopsis nikitai Molodtsova (d), 2001.